# 钱椿涛
钱椿涛（1923年—），江苏常州人，中华人民共和国经济学家，中国民主建国会中央委员会原常务委员，第六、七、八届全国政协委员。